# Tonina Jackson

Tonina Jackson

Héctor Garza Lozano Vela, conocido por su nombre artístico de Tonina Jackson o La Tonina Jackson (Monterrey, Nuevo León, 9 de enero de 1917-noviembre de 1969), fue un actor y luchador mexicano. También fue conocido como Cara de Niño. También trabajó con otros nombres: Héctor Lozano, El Gordo Lozano y Pancho Morales en el sureste  de los Estados Unidos. Sin relación con el luchador conocido como Tonina Jackson Jr. quién hizo su debut en el siglo XXI.
Su mayor éxito fue en los años 1950 y principios de 1960 donde tenía un refresco con su nombre, la Tonina. Apareció en películas de luchadores con gran éxito, incluyendo los primeros cuatro filmes de la serie de Huracán Ramírez.

## Carrera profesional como luchador
Lozano inicio su carrera como luchador profesional derrotando en 1940 a Ray Zavalza en el puerto de Tampico, Tamaulipas y utiliznado en el ring el nombre de Tonina Jackson. En años posteriores, Lozano trabajó para varios promotores profesionales de lucha libre a través de los Estados Unidos bajo un diversidad de nombres. En 1942 utilizó el nombre del Gran JoJo mientras competía en Nueva York.
En 1945, inicio trabajando para el promotor Roy Welch en Alabama, convirtiéndose en un pilar para la promoción bajo el nombre de Garza Lozano. Mientras trabajaba para este promotor hacia equipo frecuentemente con Jack Purdin. El dúo derrotó a Herb y Roy Welch que habían ganado la promoción mundial para el campeonato Tag Team el 30 de abril de 1945. Meses más tarde, se reportó que el dúo había ganado la promoción del campeonato de Tag Team del Sureste defendiendo contra Nick Carter y Sailor Watkins el 26 de noviembre de 1945. Los registros no son muy claros y no se sabe si fue el mismo campeonato y que utilizaron diferente nombre. Esto es claro cuando los dos perdieron sus campeonatos. En 1949 iniciaron trabajando para una Central de Luchadores basada en Kansas City y más tarde trabajarían bajo el nombre del Gran Tonino. 
A principios de los años 1950 comenzó a trabajar en forma regular en México convirtiendo en la cabeza del cartel de la Empresa Mexicana de Lucha Libre (EMLL). Al mismo tiempo derrotó a Indio Peon de la Lucha de Apuestas o partido de apuestas, forzando a Indio a perder su cabellera y ser rapado.
Durante este tiempo desarrolló una intensa y larga disputa argumental con el luchador enmascarado Médico Asesino, impulsando a Jackson a la posición del evento principal y haciéndolo muy popular entre los fanáticos mientras luchaba contra el "malvado" Médico Asesino. El 26 de julio de 1952, Jackson se vio obligado a afeitarse el cabello porque perdió un combate de Lucha de Apuestas ante Médico Asesino. En 1955 Lozano, anunciado como Gran Tonina, trabajó para varias promociones del sur de California, incluidos varios encuenros contra Nick Bockwinkel. Más tarde trabajó para Southwest Sports en Texas, dividiendo su tiempo entre Estados Unidos y México.
El 20 de abril de 1960, Jackson perdió su tercer y último encuentro de Lucha de Apuestas registrado cuando fue derrotado por el enmascarado Torbellino Blanco y una vez más tuvo que afeitarse el cabello. Luchó en la Federación Mundial de Lucha Libre como el Gordo Chihuahua de 1962 a 1963. Su último combate conocido tuvo lugar el 3 de julio de 1968 en Florida.

## Carrera actoral
En 1952, Lozano fue uno de los personajes principales de una de las primeras películas de lucha, el serieal de Huracán Ramírez, donde interpretó al Señor Torres, un luchador anciano conocido como "Tonina Jackson", el padre del personaje principal Huracán Ramírez, interpretado por David Silva. Más tarde repitió su papel del padre de Huracán Ramírez en tres películas adicionales: El misterio de Huracán Ramírez en 1952, El hijo de Huracán Ramírez en 1965 y La Venganza de Huracán Ramírez en 1967. Para la secuela, Daniel García, asumió el papel de Ramírez, lo que llevó a Lozano y García a convertirse en amigos cercanos y a menudo, formar equipo.
Lozano también tuvo un papel en El bello durmiente en 1952, una película que no pertenece a la lucha libre, sino de índole cómica protagonizada por Tin Tan, así como en la película de 1952 El luchador fenómeno, una comedia de lucha libre. En un momento Lozano actuó en varios episodios del programa de televisión mexicano La Tremenda Corte teniendo como protagonista a Leopoldo Fernández el famoso Tres Patines. Debido a sus populares papeles cinematográficos, así como a su estatura como luchador, una compañía mexicana de refrescos nombró un refresco, el "Tonina", en su honor.

## Muerte
Héctor Lozano Garza Vela conocido por su nombre artístico de Tonina Jackson falleció en noviembre de 1969 a la edad de 52 años.